# Ciceronia chaptalioides
Ciceronia es un género botánico monotípico perteneciente a la familia Asteraceae. Su única especie: Ciceronia chaptalioides es originaria de Cuba.

## Descripción
Las plantas de este género solo tienen disco (sin rayos florales) y los pétalos son de color blanco, ligeramente amarillento blanco, rosa o morado (nunca de un completo color amarillo).

## Taxonomía
Ciceronia chaptalioides fue descrita por  Ignatz Urban  y publicado en Repertorium Specierum Novarum Regni Vegetabilis 21: 225. 1925.